# الكشافة الصومالية
الكشافة الصومالية هي واحدة من 29 دولة التي يوجد فيها الكشافة ولكن ليس هناك منظمة كشفية وطنية التي تكون عضو في المنظمة العالمية للحركة الكشفية في الوقت الحاضر، وليست المنظمة معترف بها أبدا من قبل المنظمة الكشفية العالمية خلال فترات الأمة من تاريخ الكشافة.

## روابط خارجية
- الكشافة الصومالية